# Hoogst ongebruikelijke methode
Hoogst ongebruikelijke methoden zijn biedconventies bij bridge die dermate zeldzaam en ongebruikelijk zijn dat ze in de meeste wedstrijden niet toegestaan zijn. Reden hiervoor is dat de tegenstanders in het algemeen geen verdedigingen kunnen hebben voorbereid tegen deze methodes, waardoor voor hen een ongeoorloofd nadeel zou ontstaan.
De Nederlandse Bridge Bond heeft op basis van de internationale regels deze methodes gedefinieerd en staat ze zelf alleen toe in de hoogste bondscompetities en mits vooraf gemeld, zodat tegenstanders zich kunnen voorbereiden. 
Het gaat dan kort samengevat om:
sterke pasEen openingspas toont openingskracht, of een openingsbod op eenniveau kan zwak (minder dan 8 HCP) of zwakker dan pas zijn.
ambigu op eenniveauEen openingsbod op eenniveau geeft lengte of kortheid in een aangeduide kleur aan of lengte in een aangeduide kleur of een andere kleur. Dus bijvoorbeeld een 1♦-opening die een renonce, singleton of ten minste een vijfkaart ruiten belooft. Of een 1♦-opening die een vijfkaart klaveren of ruiten belooft.
Verwant aan de Hoogst ongebruikelijke methoden zijn de zogenaamde Bruine Stickerconventies (BSC). Voorbeelden daarvan zijn:
onduidelijke zwakke tweeEen openingsbod op twee- of drieniveau dat zwak kan zijn en niet lengte in (ten minste) een aangeduide kleur aangeeft. Hierop is een specifieke uitzondering gemaakt voor de Multi-opening. Deze valt wel onder voorgaande bepaling - in de zin dat er in de zwakke variant niet een bekende kleur wordt aangeduid - maar is toch geen BSC omdat ze door heel veel paren gebruikt wordt. Echter een 2♣-opening die naast sterke varianten een zwak spel met ruiten of een zwak spel met beide hoge kleuren kan betekenen is weer wel BSC omdat de zwakke variant zowel ruiten, of harten én schoppen kan bevatten en er dus geen bekende kleur is.
onduidelijk volgbodEen volgbod op een natuurlijke 1-opening dat niet sterk is en niet ten minste een vierkaart in een aangeduide kleur aangeeft. Met een natuurlijke 1-opening wordt hier bedoeld een opening die ten minste een driekaart in een bekende kleur aangeeft. Dit betekent in het bijzonder dat volgbiedingen op niet-natuurlijke 1-openingen (zoals 1♣ op een doubleton in een vijfkaarthoogsysteem, of sterkeklaverensysteem) of na een 1SA-opening wel onduidelijk mogen zijn (net zoals die opening zelf onduidelijk is).
onechte tweekleurenspellenElke zwakke twee- of drieopening die twee kleuren belooft, maar die gedaan kan worden met een driekaart of minder in een van de kleuren.
psychologische biedingendie vereist zijn in dan wel beschermd worden door het systeem.

## Referentie
- Regeling Bruine Stickerconventies en Hoogst Ongebruikelijke Methoden, 1 september 2017